# ヨハン・バードゥル
ヨハン・バードゥル（Johan Bardoul、1987年6月16日 - ）は、ニュージーランド出身のラグビー選手。

## プロフィール
- ポジションはロック(LO)、ナンバーエイト(No.8)、フランカー(FL)。
- 身長 193cm、体重 112kg
- ニックネームはヨギー。

## 略歴
ワイカト大学、マタマタカレッジ、チーフスを経て、2016年、ヤマハ発動機ジュビロに加入。
2017年12月3日に行われたジャパンラグビートップリーグ第10節のヤマハ発動機ジュビロ戦に途中出場で日本での公式戦初出場を果たす。
2018年、コカ・コーラレッドスパークスに加入。
2019年、コカ・コーラレッドスパークスを退団した。